# Jürgen Kloosterhuis
Jürgen Kloosterhuis (* 4. März 1950 in Coburg) ist ein deutscher Archivar und Historiker. Er war von 1996 bis 2017 Direktor des Geheimen Staatsarchivs Preußischer Kulturbesitz.

## Leben
Jürgen Kloosterhuis studierte nach dem Besuch des Gymnasiums Casimirianum zu Coburg ab 1969 Geschichte, Germanistik, Politologie und Philosophie an den Universitäten Freiburg und Wien, bestand 1974 in Freiburg das Erste Staatsexamen und wurde dort 1981 von Gottfried Schramm zum Dr. phil. promoviert. Seit seinem Studium ist er Mitglied der Landsmannschaft Neoborussia Halle zu Freiburg. Ab 1978 absolvierte er als Nordrhein-Westfälischer Staatsarchivreferendar den archivischen Vorbereitungsdienst, seit 1979 an der Archivschule Marburg, bis zum Zweiten Staatsexamen 1980. Danach begann Kloosterhuis seine Laufbahn im Höheren Archivdienst im damaligen Nordrhein-Westfälischen Staatsarchiv Münster (heute Landesarchiv NRW, Abteilung Westfalen). Von 1996 bis zur Ruhestandsversetzung 2017 amtierte er als Direktor des Geheimen Staatsarchivs Preußischer Kulturbesitz in Berlin-Dahlem. 2004 ernannte ihn die Freie Universität Berlin zum Honorarprofessor am Friedrich-Meinecke-Institut.
Neben Findbüchern, Inventaren und Bestandsübersichten für das Landesarchiv NRW, Abteilung Westfalen, und das Geheime Staatsarchiv Preußischer Kulturbesitz hat Kloosterhuis Publikationen zur brandenburg-preußischen Geschichte und besonders zur Geschichte der preußischen Armee im 18. Jahrhundert veröffentlicht, zu deren „Militärsozialisation“ oder zu regiments- und erinnerungskulturellen Aspekten als Mittel historischer Identitätsstiftung und Traditionsbildung. Ebenso beschäftigt er sich mit Themen der (nordrhein-)westfälischen Landesgeschichte, besonders zu Kleve-Mark-Ravensberg; desgleichen befasst er sich mit archivwissenschaftlichen Fragestellungen und solchen der Historischen Hilfs- (Grund-)wissenschaften, besonders zur Akten- und Amtsbuchkunde. Darüber hinaus enthält sein Schriftenverzeichnis Akteninventare, Quelleneditionen und Studien zur deutschen Studentengeschichte des 19. und 20. Jahrhunderts, besonders am Beispiel der Universität zu Halle (Saale).

## Mitgliedschaften
- Historische Kommission für Westfalen (seit 1992)
- Preußische Historische Kommission (seit 1996)
- Historische Kommission zu Berlin (seit 1997)
- Kommission für Militärgeschichte der Bundesrepublik Deutschland (seit 2001)

## Schriften (Auswahl)
- Bauern, Bürger und Soldaten. Quellen zur Sozialisation des Militärsystems im preußischen Westfalen, 1713–1803. Bd. 1: Regesten; Bd. 2: Listen. Selbstverlag NW Staatsarchiv Münster, Münster 1992.
- „Friedliche Imperialisten“. Deutsche Auslandsvereine und auswärtige Kulturpolitik, 1908–1918, 2 Teile, Peter Lang Frankfurt a. M. u. a. 1994, ISBN 3-631-46876-8.
- Amtliche Aktenkunde der Neuzeit. Ein hilfswissenschaftliches Kompendium. In: Archiv für Diplomatik 45 (1999) S. 401–500, ISSN 0066-6297.
- Legendäre „lange Kerls“. Quellen zur Regimentskultur der Königsgrenadiere Friedrich Wilhelms I., 1713–1740. Selbstverlag GStA PK, Berlin 2003, ISBN 3-923579-03-9 (auch als Hörbuch, Selbstverlag GStA PK, Berlin 2006, ISBN 978-3-923579-08-2).
- Bestandsgruppen-Analyse Generaldirektorium, Selbstverlag GStA PK, Berlin 2008, ISBN 978-3-923579-10-5.
- Auf kritischer Wallfahrt zwischen Rhein und Weser. Justus Gruners Schriften in den Umbruchsjahren 1801–1803. Bearbeitet zusammen mit Gerd Dethlefs, Böhlau Verlag, Köln u. a. 2009, ISBN 978-3-412-20354-2.
- Katte. Ordre und Kriegsartikel. Aktenanalytische und militärhistorische Aspekte einer „facheusen“ Geschichte. Duncker & Humblot, Berlin (2. durchges. und erw. Auflage) 2011, ISBN 978-3-428-13607-0.
- Kantonsystem und Regimentskultur. Katalysatoren des preußischen Militärsozialisationsprozesses im 18. Jahrhundert. In: Wolfgang Neugebauer (Hrsg.): Oppenheim-Vorlesungen zur Geschichte Preußens an der Humboldt-Universität zu Berlin und der Berlin-Brandenburgischen Akademie der Wissenschaften, Duncker & Humblot, Berlin 2014, S. 77–139, ISBN 978-3-428-14361-0.
- Menzel militaris. Sein „Armeewerk“ und das „Leuthen“-Bild im militärhistorischen Quellenkontext. Selbstverlag GStA PK, Berlin 2015, ISBN 978-3-923579-21-1.
- Halles „kecke Musensöhne“. „Tumultuanten“, „Demagogen“ oder „ganz normale“ Unruhestifter? Studentenkulturelle Befunde im Spiegel preußischer Zentralakten. In: Ulrike Höroldt, Sven Pabstmann (Hrsg.): 1815. Europäische Friedensordnung – Mitteldeutsche Neuordnung. Die Neuordnung auf dem Wiener Kongress und ihre Folgen für den mitteldeutschen Raum, Mitteldeutscher Verlag, Halle (Saale) 2017, S. 285–323, ISBN 978-3-95462-704-2.
- Bonns „entzückte Musensöhne“ […]. In: Thomas Becker, Dominik Geppert und Helmut Rönz (Hrsg.): Das Rheinland auf dem Weg nach Preußen, 1815–1822, Böhlau Verlag, Wien u. a. 2019, S. 217–242, ISBN 978-3-412-50912-5.
- Was uns bunte Röcke sagen. Neue Blicke auf den Bilderreichtum im Schloss Königs Wusterhausen. Bearbeitet zusammen mit Margrit Christine Schulze, Duncker & Humblot, Berlin 2021, ISBN 978-3-428-18285-5.
- Adler-Plaudereien. Anlassreden und Buchvorstellungen, Gruß- und Geleitworte 1996–2017. Selbstverlag, Berlin 2022.